# Бактерије
Бактерије (лат. Bacterium) једноћелијски су организми прокариотске грађе који се уочавају микроскопом, и имају релативно једноставну ћелијску структуру у којој недостаје ћелијско једро и органеле као што су митохондрије и клоропласти. Практично су биле непознате све до 20. века када су Луј Пастер и Роберт Кох потврдили улогу бактерија у варењу хране и многим болестима људи и животиња.
Најстарији су и најбројнији организми на нашој планети. Сматра се да су настале пре око 3,4 милијарде година. Присутне су у свим врстама станишта, укључујући и људски организам. Бактерије су биле битне у биолошкој еволуцији, а и данас су основа сваког прехрамбеног ланца у природи. Присутне су у тлу и води. Остале су бактерије припадници физиолошке флоре људи и животиња (обитавају на кожи, у усној и носној слузници, цревима, доњем делу полног система), обављају пожељне хемијске процесе те се примјенују у разним привредним делатностима. Од 1500 описаних врста бактерија, само су стотињак врста људски патогени.
Морфолошка и узгојна својства бактерија, њихов раст, метаболизам и генетику проучава део микробиологије који се зове бактериологија. Медицинска бактериологија проучава рикеције, кламидије и патогене бактерије које оштећују организам производима свог метаболизма (токсини).

## Грађа и хемијски састав
Општи план грађе бактерије представља грађу прокариотске ћелије - тј, код свих бактеријских ћелија налазимо:
- плазма мембрану и
- цитоплазму, у којој су
  - рибозоми и
  - нуклеоид.

Највећи број бактерија има и ћелијски зид, али га ипак не поседују све бактерије (микоплазме, рикеције). Поред наведених, поједине врсте бактерија могу да садрже и следеће делове:
- капсулу,
- флагелуме,
- пиле,
- тилакоиде,
- мезозоме и
- плазмиде.

Капсула је слузави, спољашњи омотач који ствара сама бактерија. Улога капсуле је да заштити бактерију од дејства одбрамбеног система организма у који је доспела. Изграђена је од полисахарида. Код многих бактерија је запажено да образују густ, сомотаст омотач од капсулиних полисахарида назван гликокаликс (скоро је откривен). Тако на пример бактерија (стрептокока) која изазива каријес, се најбоље причвршћује за површину зуба онда када ствара гликокаликс. За производњу гликокаликса неопходни су шећери. Бактерије које имају капсулу називају се инкапсулиране бактерије.
Ћелијски зид не садржи само неколико врста бактерија. Његово оштећење доводи до смрти бактерије. Антибиотик пеницилин спречава стварање ћелијског зида. Према саставу ћелијског зида и бојењу поступком по Граму (метода коју је предложио научник Ханс Кристијан Грам 1884. г.) бактерије се деле на:
- Грам-позитивне и
- Грам-негативне.

Грам-негативне бактерије имају један слој липополисахарида који покрива њихов ћелијски зид, док Грам-позитивне немају тај слој, услед чега се прве боје црвено, а друге љубичасто. Ово није и једина разлика између ове две врсте бактерија. Тако је утврђено да се Грам-позитивне лакше уништавају антибиотицима, док су Грам-негативне много отпорније.
Пили (фимбрије) су на стотине кончића распоређених око тела бактерије. Ствара их сама бактерија и протеинске су природе. Њихова улога је у причвршћивању бактерије за подлогу и међусобном припајању две јединке при размножавању.
Бичеви (флагелуми) су дуги, танки израштаји изграђени од протеина флагелина, којима се бактерије крећу. Простије су грађе и нису покривени ћелијском мембраном као бичеви еукариота. Губитком бичева бактерије постају непокретне.

## Понашање бактерије у неповољним условима животне средине
Када су спољашњи услови непогодни за раст и размножавање, долази до различитих промена у бактеријама :образовања спора, губљења бичева и капсуле. Процес стварања спора назива се спорулација, а бактерије са том способношћу су спорогене бактерије. Споре се образују као заштита генетичког материјала бактерије, значи-ендогено (лат. endo = унутра). Имају дебеле зидове и веома су отпорне на неповољне услове. Помоћу њих бактерије преживљавају неповољне услове и разносе се на нова, удаљена места. Када у спољашњој средини постану повољни услови из споре исклија нова бактерија.

## Метаболизам бактерија
Биолошка успешност бактерија (велика бројност, способност да живе у свим врстама станишта) је резултат њиховог метаболизма, који је праћен малом величином, брзим размножавањем и способношћу образовања спора.
Не постоји једноставно или јединствено правило у вези њиховог метаболизма.

### Начин исхране
Према начину исхране, односно да ли саме стварају хранљиве материје или узимају готове из природе, бактерије се деле на:
- аутотрофне и
- хетеротрофне.

#### Аутотрофне бактерије
У зависности од тога који извор енергије користе, аутотрофне бактерије могу бити:
- фотосинтетичке (фототрофне),
- хемосинтетичке (хемотрофне) и
- миксотрофне
- Фотосинтетичке користе Сунчеву енергију као извор енергије за производњу хранљивих материја. Та фотосинтеза се разликује од оне код биљака по томе што се при њој не ослобађа кисеоник и бактериохлорофил може да врши фотосинтезу и у мраку.
- Хемосинтетичке бактерије као извор енергије за производњу хране користе хемијску енергију коју добијају оксидацијом различитих неорганских једињења.
- Миксотрофне бактерије могу да користе и аутотрофни и хетеротрофни начин исхране што зависи од услова средине у којој се налазе. Неке сумпорне и гвожђевите бактерије у присуству веће количине органске материје хране хетеротрофно.

У зависности од тога која једињења оксидишу разликују се:
- - нитрификационе,
  - гвожђевите (оксидишу гвожђе),
  - сумпорне,
  - метанске,
  - водоничне и др.

Нитрификационе бактерије оксидишу амонијак у нитрите, а затим нитрите у нитрате (соли азота које биљке могу да користе).

#### Хетеротрофне бактерије
Ове бактерије узимају готове органске материје из спољашње средине.
Могу бити:
- сапрофитске (сапробне) и
- паразитске.

Сапрофити користе органске материје из угинулих организама и разног органског отпада. Оне луче ензиме који крупне органске молекуле разлажу на мале органске и неорганске молекуле. Бактерије те мале органске молекуле упијају кроз поре на ћелијском зиду. Сапрофитске бактерије заједно са гљивама представљају најзначајније организме на нашој планети из категорије разлагача (минерализатора).
Ови облици организама разлажу угинула бића на мање органске и неорганске (минералне) молекуле. Неке од њих имају способност да угљеник из угинулих организама претварају у угљен-диоксид (користе га биљке у фотосинтези). Без ових бактерија угљеник и многи други елементи били би неповратно блокирани у телу угинулих организама. Живот на нашој планети би, у овом садашњем облику, тада престао.
Сапрофитске бактерије се јављају и у хуманим ћелијама као на пример менингококе (изазивају менингитис-запаљење можданих опни) и гонококе (изазивају гонореју - капавац).
Паразити органске материје узимају из живих организама. Они живе на рачун домаћина изазивајући болест (патогене). Неке од њих изазивају обољења само у одређеним условима средине.

### Начини ћелијског дисања
Органске материје (добијене неким од већ описаних начина исхране) се у бактеријама разлажу и ослобађена енергија се користи за животне процесе. Процес разлагања органских материја до крајњих производа угљен-диоксида, воде и ослобођене енергије (у виду АТП-а) назива се ћелијско дисање (респирација).
Разликују се два типа ћелијског дисања :
- анаеробна респирација и
- аеробна респирација.

#### Аеробна респирација
Аеробну респирацију обављају аеробне бактерије које живе у средини са кисеоником. При овом процесу се глукоза (преко ње и остала органска једињења) у присуству кисеоника разлаже на угљен-диоксид и воду уз ослобађање енергије (АТП). Процес врше ензими респираторног ланца везани за мезозоме ћелијске мембране.

#### Анаеробна респирација
Анаеробну респирацију (Ферментацију или врење) врше анаеробне бактерије које живе у средини без кисеоника. При врењу се глукоза, у средини без кисеоника, разлаже до производа који могу бити :
- млечна киселина (при млечно-киселинском врењу) или
- етил-алкохол (при алкохолном врењу).

У односу према кисеонику постоји и трећа група бактерија - факултативне анаеробне бактерије које могу да живе и у присуству и у одсуству кисеоника.

## Облици бактерија
Бактеријске ћелије показују три основна морфолошка типа: бацили, коке и спиралне. Код неких бактерија присутна је појава да након ћелијске деобе ћелије остану заједно, образујући тако колоније у облику ланца или грозда.
- Коке (од грчке речи „кокос“ — зрно) су лоптасте бактерије. Појединачне коке називају се микрококе(монококе), а удружене су диплококе (две спојене коке), стрептококе (у виду ланца), стафилококе (у облику грозда) и сарцине (у виду пакетића). Коке су непокретне бактерије.
- Бацили су штапићасте покретне бактерије јер имају бичеве, издуженог су облика и имају заобљене крајеве. Удружени граде диплобациле (2 бацила један до другог) и стрептобациле (у виду низа).
- Спиралне бактерије могу имати облик спирале и онда се називају спирили (ако имају мањи број благих завоја), спирохете (ако имају већи број оштрих завоја) или, ако су у облику зареза, вибриони. Између ћелијске мембране и бактеријског зида налази се бич, чијом се контракцијом бактерија креће. Спиралне бактерије могу живети и у аеробним и анаеробним условима.

## Размножавање бактерија
Бактерије се размножавају на више начина:
- простом деобом,
- пупљењем,
- егзоспорама (спољашње споре),
- фрагментацијом (поделом на више делова) и
- посебним начинима полног размножавања.
- Проста деоба (бинарна деоба или амитоза) је тип размножавања при коме се једна ћелија подели на две нове ћелије - бактерије. Брзина и интензитет размножавања су огромни о чему говори податак да се у повољним условима неке бактерије деле на сваких 20 до 30 минута. Пре деобе ДНК се причврсти за ћелијску мембрану, а затим се изврши њена репликација. Бактерије садрже 1 молекул ДНК у облику прстена (прстенаста ДНК). Новонастали молекул се причврсти за ћелијску мембрану поред старог молекула. Након тога се бактерија подели на два једнака или неједнака дела са по једним молекулом ДНК у сваком делу.

Бактерије понекад врше неку врсту полног процеса јер тада долази до размене генетичког материјала између бактерија. При томе једна бактерија добија, на различите начине, део ДНК друге бактерије.
Размена генетичког материјала се може обавити на три начина:
- конјугација,
- трансформација и
- трансдукција.
- При конјугацији се две бактерије спајају протеинским мостом кроз који део или цела ДНК једне бактерије (назива се давалац) прелази у другу бактерију (прималац). Даљим размножавањем бактерије примаоца потомство ће садржати генетички материјал оба „родитеља“ (и примаоца и даваоца).
- Трансформација је процес којим се ДНК, која се ослободи разлагањем или распадањем једне бактерије, узима (гута) од стране друге бактерије.
- Трансдукција је процес којим се ДНК преноси из једне у другу бактерију помоћу одређеног бактериофага. Приликом извлачења профага из хромозома бактерије грешком он може да понесе и суседни део ДНК бактерије и да га пренесе у другу бактерију.

Конјугација и трансформација се дешавају у лабораторијским условима и то код свега десетак врста бактерија. Трансдукција се дешава код свих проучаваних врста бактерија и изгледа да је најраспрострањенији процес размене генетичког материјала у природним условима.

## Значај и улоге бактерија
Значај и улоге бактерија су многоструке и обухватају скоро све сфере живота на нашој планети. Побројаћемо неке од њих:
1. бактерије азотофиксатори имају способност да азот из атмосфере преводе у амонијак који биљке могу да користе за синтезу протеина. Највећи део неорганског азота налази се у атмосфери у облику гаса и као такав је за биљке неупотребљив; ове бактерије живе у симбиози са коренима биљака махунарки (пасуљ, детелина и др.); бактерије користе шећере које биљке стварају фотосинтезом, а за узврат их снабдевају солима азота.
2. бактерије минерализатори о чијем значају је већ било речи;
3. многе врсте симбионтних бактерија представљају део нормалне флоре у организмима животиња, односно човека (под симбиозом се подразумева заједнички живот два или више организама;када сви чланови имају користи онда се такав заједнички живот назива мутуализам); таква је на пример бактерија Escherichia coli (ешерихија) која живи у цревима човека и помаже у варењу хране; чланови нормалне флоре спречавају ширење патогених бактерија ;ако се чланови нормалне флоре уклоне деловањем антибиотика, онда долази до бујања патогених бактерија. Бактерије нормалне флоре могу изазвати обољење код свог домаћина ако се нађу у ткивима и органима у којима нормално не живе; тако на пример ешерихија може изазвати упалу мокраћне бешике; пример симбиозе су и бактерије у цревима неких животиња (говеда и неки мајмуни) који могу да варе целулозу;
4. бактерије су незаменљиви организми за експерименте на пољу генетичког инжењеринга. У бактерије се може убацити људски ген за неки протеин и бактерије ће синтетисати тај протеин; тако се данас бактерије користе за производњу инсулина, хормона раста и др.
5. неке бактерије производе антибиотике;
6. бактерије се користе, због своје способности вршења ферментације, у производњи хране (јогурт, сир, туршија, сирће и др.);
7. Патогене бактерије изазивају обољења биљака, животиња и људи; изазивачи су епидемија (појава бројних случајева обољења људи у одређеном подручју).

## Патогене бактерије
За организам кажемо да је патоген ако је способан да изазива одређено обољење. Патогени организми су специфични за посебну врсту домаћина и посебну врсту ткива. Неке врсте бактерија уништавају ћелије свог домаћина. Међутим, највећи број врста бактерија производи токсине (отрови) који наносе штету метаболизму ћелије домаћина.
Бактеријски токсини се деле у две групе:
- ендотоксине и
- егзотоксине.

Ендотоксини се налазе у ћелијском зиду, док се егзотоксине излучују из бактерије у околну средину. Егзотоксини проузрокују следеће болести:
- дифтерију,
- тетанус,
- колеру,
- дијареју,
- ботулизам ...

Највећи број тровања храном узрокују токсини бактерија које живе у храни. Једно од најтежих и најсмртоноснијих тровања је ботулизам, проузрокован бактеријом Clostridium botulinum (латински : botulus – кобасица). Токсин ове бактерије, ботулин, узрокује парализу и у крајњем исходу, ако се не лечи, смрт. Како се бактерија развија само у анаеробним условима (без кисеоника), свежа и смрзнута храна је сигурна од ботулина, али је конзервисана храна у лименкама погодна, због анаеробних услова, за развој спора које производе отров. Ако се храна неправилно конзервира, поготово при кућном конзервирању, може доћи до појаве ботулизма. Најсигурнија кућно конзервирана храна је кисела (туршија) јер ова бактерија не опстаје у киселој средини.
Храна загађена бактеријама рода Salmonella такође може довести до тровања. Свињетина, живинско месо и јаја су чести извори заразе. Узрочници обољења су живе бактерије, које се у цревима пренамноже, а не њихови токсини. Главни симптом обољења је дијареја (течна столица).
Болести као што су дифтерија, шарлах, велики кашаљ и туберкулоза су изазване бактеријама које се шире кроз ваздух и преносе се капљицама које се избацују кашљањем и кијањем. Бактерије се у ваздуху не могу да хране и размножавају, али ваздух ипак садржи огроман број бактерија.
Бактеријска обољења се могу спречити:
- вакцинацијом,
- исправном хигијеном,
- пастеризацијом (загревање од 63 °C до 100 °C),
- стерилизацијом (загревање изнад тачке кључања) и
- лечити антибиотицима.

## Антибиоза и антибиотици
Антибиоза (латински anti = против; bios = живот) је појава да неки микроорганизми стварају једињења – антибиотике, који спречавају размножавање или уништавају друге микроорганизме.
Први откривени антибиотик је пеницилин, кога производи плесан пеницилијум. Открио га је Александер Флеминг 1928. године. Једна група бактерија, актиномицете, производе многе антибиотике који су данас у широкој употреби: стрептомицин, тетрациклин и др. Антибиотици се производе гајењем бактерија или хемијским путем.
Бактерије су способне да мутирају (мењају се) и постају отпорне (резистентне) на дејство антибиотика. Када се једна група бактерија изложи дејству антибиотика највећи број њих угине, али један мали број отпорних преживљава. Од тог момента њихов број се нагло повећава (размножавају се на сваких 20 – 30 минута) тако да ускоро бактерије отпорне на неки антибиотик постају веома раширене. Бактерије могу да постану отпорне на неки антибиотик и путем размене гена који се налазе на плазмидима. Плазмиди се дуплирају независно од бактеријског хромозома, чиме се врло брзо створи огроман број копија гена којима бактерија постаје резистентна. Плазмиди се могу преносити не само између бактерија исте врсте већ и између различитих врста. Неправилна и неконтролисана употреба антибиотика од стране човека доприноси повећаној резистентности бактерија на те лекове.

## Класификација бактерија
Јако је тешко извршити њихову класификацију јер су различите врсте бактерија веома сличне по изгледу, начину размножавања, а истовремено сличне врсте имају веома различите метаболизме.
На основу грађе ћелије могу се поделити у две основне групе:
1. типичне прокариоте (имају све оне особине и делове прокариота, о којима је већ речено); припада им највећи број врста бактерија;
2. атипичне прокариоте у које се убрајају: рикеције, хламидије, микоплазме и актиномицете.

### Савремена класификација
Према најновијим подацима, класификацији Higher-Level-a, који се базирају на генетској сродности (16С рРНК) домен Bacteria (праве бактерије или Eubacteria) обухвата следећа царства:
1. Proteobacteria
2. Spirochaetae
3. Oxyphotobacteriae
4. Saprospirae
5. Chloroflexae
6. Chlorosulfatae
7. Pirellae
8. Firmicutae 
9. Thermotogae
Поред наведених царстава, овом домену припадају и типови којима још није одређено тачно место у класификацији.